# Borki Kupskie
Borki Kupskie − dawna kolonia. Obecnie część osiedla wczasowego Narocz na Białorusi, w obwodzie mińskim, w rejonie miadzielskim, w sielsowiecie Narocz.
Na mapie carskiej jako Borki 1, na mapie WIGu jako Borki I.

## Historia
W czasach zaborów w gminie Kobylnik, w powiecie święciańskim, w guberni wileńskiej Imperium Rosyjskiego.
Po I wojnie światowej pod administracją polską, w Zarządzie Cywilnym Ziem Wschodnich. W latach 1920–1922 w składzie Litwy Środkowej.
Od 11 kwietnia 1922 folwark leżał w Polsce, w województwie wileńskim, w powiecie święciańskim, od 1926 roku w powiecie postawskim, w gminie Kobylnik.
W 1931 wieś w 1 domu zamieszkiwało 5 osób.
W 1938 roku miejscowość należała do gromady Narocz gminy Kobylnik.